# Friedrich Salzer
Friedrich Salzer (* 1. Juni 1827 in Heilbronn; † 14. Mai 1876 ebenda) war ein deutscher Landschaftsmaler. Er war von 1846 bis 1863 in München tätig, wo seine meisten Werke entstanden. Zu seinen bevorzugen Sujets zählten Waldansichten, winterliche Landschaften und Architekturbilder. Nach 1863 lebte er wieder in seiner Heimatstadt Heilbronn, wo er die Lackfabrik seines Vaters fortführte und aufgrund seiner geschäftlichen Verpflichtungen und seines frühen Todes nur noch wenige Gemälde schuf.

## Leben

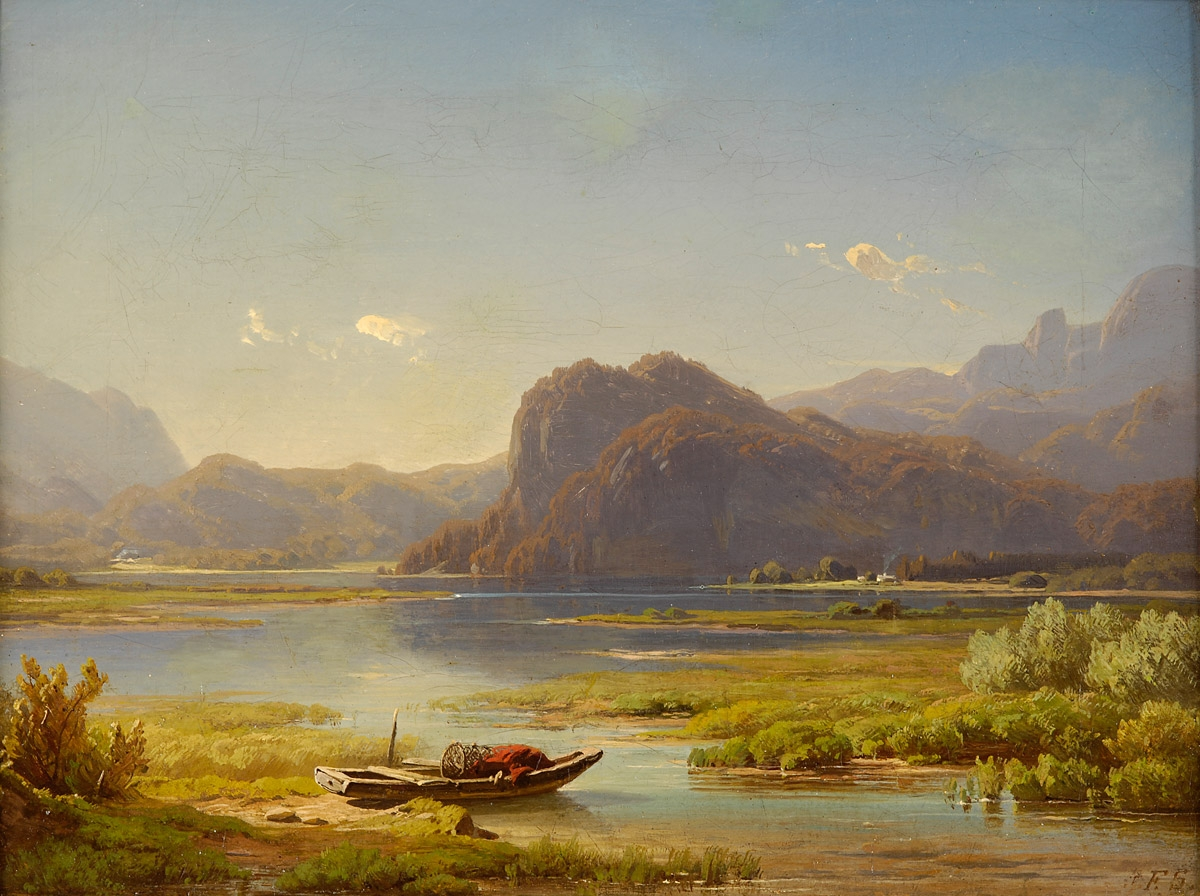
Sommerliche Seenlandschaft

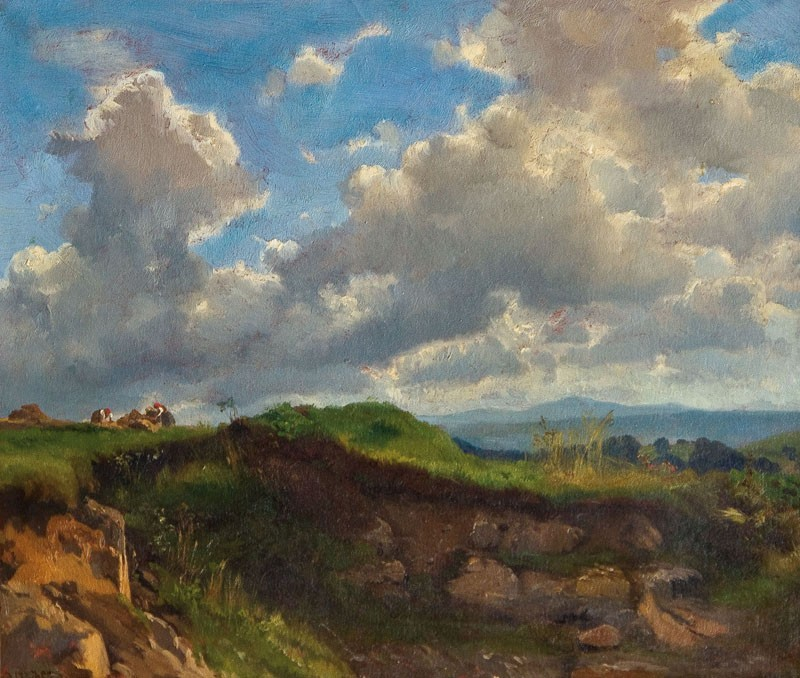
Landschaftsidyll unter bewölktem Himmel

Salzers Vater Johann Jakob Salzer (1798–1879) war aus Dettingen an der Erms nach Heilbronn gekommen und hatte dort mit seiner ersten Ehefrau Elisabeth († 1860) eine Lackiererei gegründet, die sich zur Lackfabrik entwickelte. Dieser ersten Ehe entstammt Friedrich Salzer. 1864 heiratete Johann Jakob Salzer erneut, der Verbindung mit seiner zweiten Frau Caroline, geb. Haas, entstammt der Verleger Eugen Salzer (1866–1938).
Salzer arbeitete zunächst in der Lackfabrik seines Vaters. Seine erste künstlerische Ausbildung erhielt er bei dem zu jener Zeit in Heilbronn tätigen Heidelberger Maler Karl Baumann, der ihn anregte, nach München überzusiedeln und sich dort weiterzubilden, was Salzer 1846 tat. Er studierte bei dem Tiroler Maler Joseph Anton Rhomberg, der seit 1827 in München eine Professur als Zeichenlehrer hatte. Zu Salzers Freundeskreis zählten die Maler Carl Ebert, Richard Zimmermann, an dessen Stil er sich anschloss, und Alexander von Kotzebue, für den er bei einigen von dessen großen Schlachtenbildern den landschaftlichen Hintergrund malte. Hartmann schuf ansonsten zahlreiche kleine Gemälde, die vor allem vom Münchner Kunstverein angekauft wurden.
1863 kehrte er nach Heilbronn zurück und verlobte sich dort zwei Jahre später mit Emilie von Lobstein. Das Ehepaar hatte vier Söhne. Die Übernahme der väterlichen Fabrik und seine angegriffenen Gesundheit ließen ihm jedoch nur noch wenig Zeit für die Kunst. Er starb noch bevor er das 50. Lebensjahr erreicht hatte.

## Werke (Auswahl)
- Gefrorener Fluss
- Verschneite Winterlandschaft
- Landschaftsidyll unter bewölktem Himmel
- Sommerliche Seenlandschaft, 1852
- Der Schinder, 1858
- Blick auf Schloß Rendelstein in Tirol
- Stadtansicht von Esslingen mit Blick auf die Frauenkirche
- Joseph Graf von Radetzky an der Spitze der österreichischen Reiterei